# Michael Kapovich
Michael Kapovich (também Misha Kapovich, lang-ru|Михаил Эрикович Капович}}, transcrição Mikhail Erikovich Kapovich; 1963) é um matemático russo-estadunidense.
Kapovich obteve um doutorado em 1988 no Sobolev Institute of Mathematics em Novosibirsk, orientado por Samuel Leibovich Krushkal, com a tese "Плоские конформные структуры на 3-многообразиях" (Flat conformal structures on 3-manifolds). Kapovich é desde 2003 professor da Universidade da Califórnia em Davis.
Foi palestrante convidado do Congresso Internacional de Matemáticos em Madrid (2006: Generalized triangle inequalities and their applications).
É casado com  a matemática Jennifer Schultens.

## Publicações selecionadas

### Artigos
- On monodromy of complex projective structures. Invent. Math. 119 (1995), no. 1, 243–265. doi:10.1007/BF01245182
- com  B. Leeb: On asymptotic cones and quasi-isometric classes of fundamental groups of 3-manifolds. Geom. Funct. Anal. 5 (1995), no. 3, 582–603. doi:10.1007/BF01895833
- com  J. J. Millson: On the moduli space of polygons in the Euclidean plane. J. Differential Geom. 42 (1995), no. 1, 133–164.
- com J. J. Millson: The symplectic geometry of polygons in Euclidean space. J. Differential Geom. 44 (1996), no. 3, 479–513. doi:10.4310/jdg/1214459218
- com B. Leeb: Quasi-isometries preserve the geometric decomposition of Haken manifolds. Invent. Math. 128 (1997), no. 2, 393–416. doi:10.1007/s002220050145
- com J. J. Millson: On representation varieties of Artin groups, projective arrangements and the fundamental groups of smooth complex algebraic varieties. Inst. Hautes Études Sci. Publ. Math. 88 (1998), 5–95 (1999). doi:10.1007/BF02701766
- com D. Gallo,  A. Marden: The monodromy groups of Schwarzian equations on closed Riemann surfaces. Ann. of Math. (2) 151 (2000), no. 2, 625–704.
- com  B. Kleiner: Hyperbolic groups with low-dimensional boundary. Ann. Sci. Ecole Norm. Sup. (4) 33 (2000), no. 5, 647–669.
- com  M. Bestvina, B. Kleiner: Van Kampen's embedding obstruction for discrete groups. Invent. Math. 150 (2002), no. 2, 219–235. doi:10.1007/s00222-002-0246-7
- Homological dimension and critical exponent of Kleinian groups. Geom. Funct. Anal. 18 (2009), no. 6, 2017–2054. doi:10.1007/s00039-009-0705-z
- Dirichlet fundamental domains and topology of projective varieties. Invent. Math. 194 (2013), no. 3, 631–672 doi:10.1007/s00222-013-0453-4
- com  J. Kollár: Fundamental groups of links of isolated singularities. J. Amer. Math. Soc. 27 (2014), no. 4, 929–952. doi:10.1090/S0894-0347-2014-00807-9
- com B. Leeb, J. Porti: Anosov subgroups: Dynamical and geometric characterizations. Eur. J. Math. 3 (2017), 808–898. doi:10.1007/s40879-017-0192-y

### Livros
- Hyperbolic manifolds and discrete groups. [S.l.: s.n.] 2001 Reprint of the 2001 edition. Modern Birkhäuser Classics. Birkhäuser Boston, Inc., Boston, MA, 2009. ISBN 978-0-8176-4912-8[4]
- com B. Leeb, J. J. Millson: The generalized triangle inequalities in symmetric spaces and buildings with applications to algebra. Col: Memoirs of the AMS, Volume 192, Number 896. [S.l.]: American Mathematical Society. 2008. ISBN 978-0-8218-4054-2
- com Cornelia Druțu: Geometric group theory. Col: AMS Colloquium Publications, vol. 63. [S.l.]: American Mathematical Society. 2018